# هودیشی
هودیشی (به انگلیسی: Hudishi) یک منطقهٔ مسکونی در پاکستان است.